# Disocactus crenatus
Disocactus crenatus, conocida comúnmente como nopalillo amellado, es una especie de planta suculenta perteneciente al género Disocactus, dentro de la familia Cactaceae. Se distribuye por Belice, El Salvador, Guatemala, Honduras, México y Panamá. Además ha sido introducida en las Islas de la Sociedad (Polinesia Francesa).

## Descripción
Disocactus crenatus es una especie de cactus que puede crecer tanto de forma epífita (sobre árboles) como litofíta (sobre superficies rocosas). Puede alcanzar alturas de hasta 1 m, es de hábito colgante, arbustivo y se ramifica desde la base.

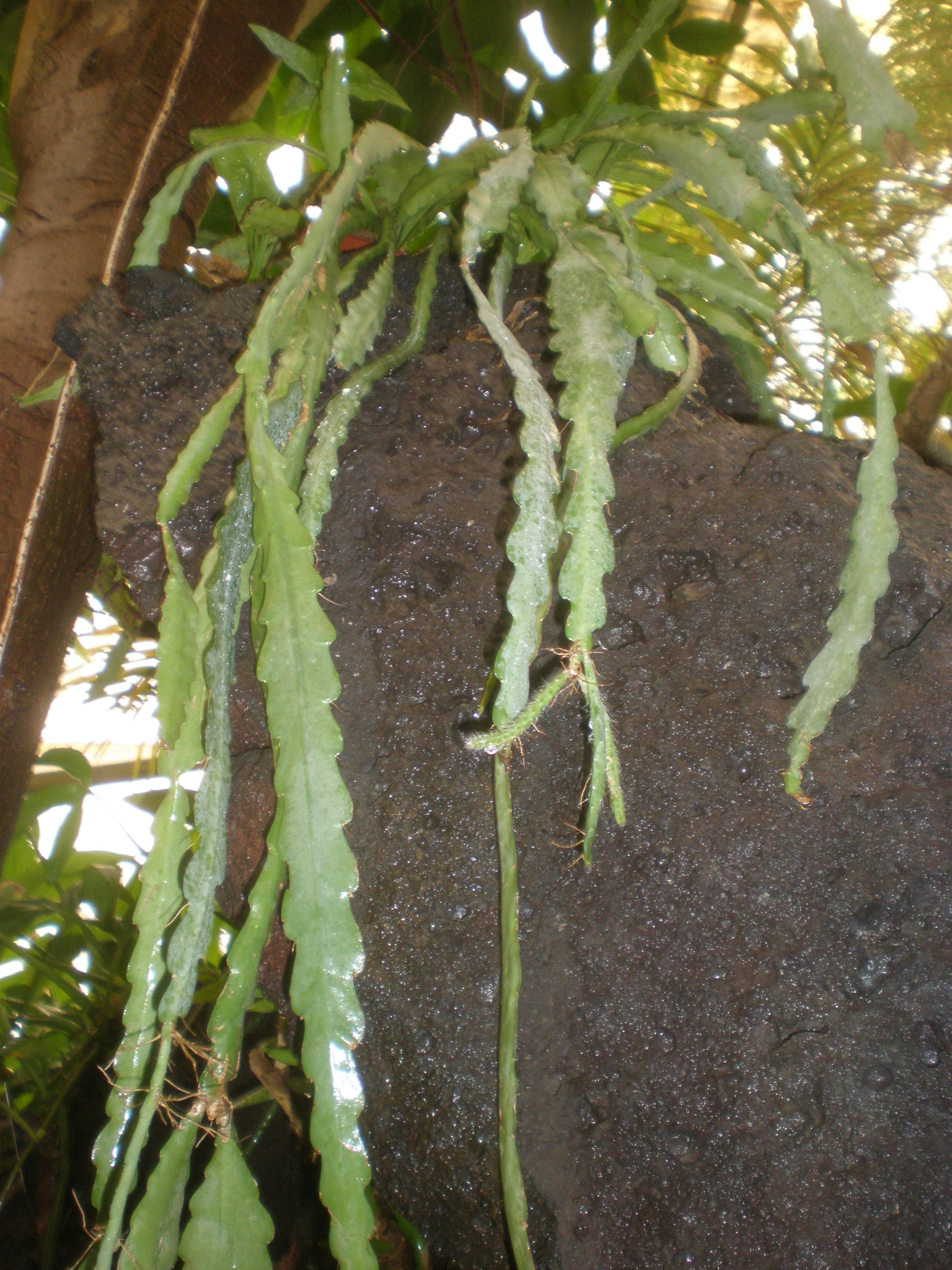
Detalle de los tallos con los márgenes ondulados

Los tallos principales son leñosos y de sección cilíndrica o triangular. En cambio, los brotes laterales, son carnosos, aplanados, alargados y con forma de hoja. No son segmentados, se afinan en ambos extremos y tienen los márgenes ondulados (dentados) o festoneados. Inicialmente son erectos, aunque con el tiempo se vuelven colgantes y tienen una nervadura central prominente. Miden de 30 a 60 cm de largo, de 4 a 10 cm de ancho y tienen la epidermis de color verde grisáceo. Sobre ellos, confinadas a los márgenes, se asientan areolas sin espinas, aunque a veces, las que hay situadas en la base de los tallos pueden presentar pelos o cerdas pequeñas.
Las flores son fragantes, se abren durante el día y permanecen abiertas casi una semana. Florecen a finales de primavera o principios de verano, miden de 20 a 29 cm de largo y alcanzan diámetros entre 10 y 20 cm. Normalmente aparecen varios botones florales (capullos) de color rosado parduzco o amarillento por tallo, pero solo uno llega a madurar.

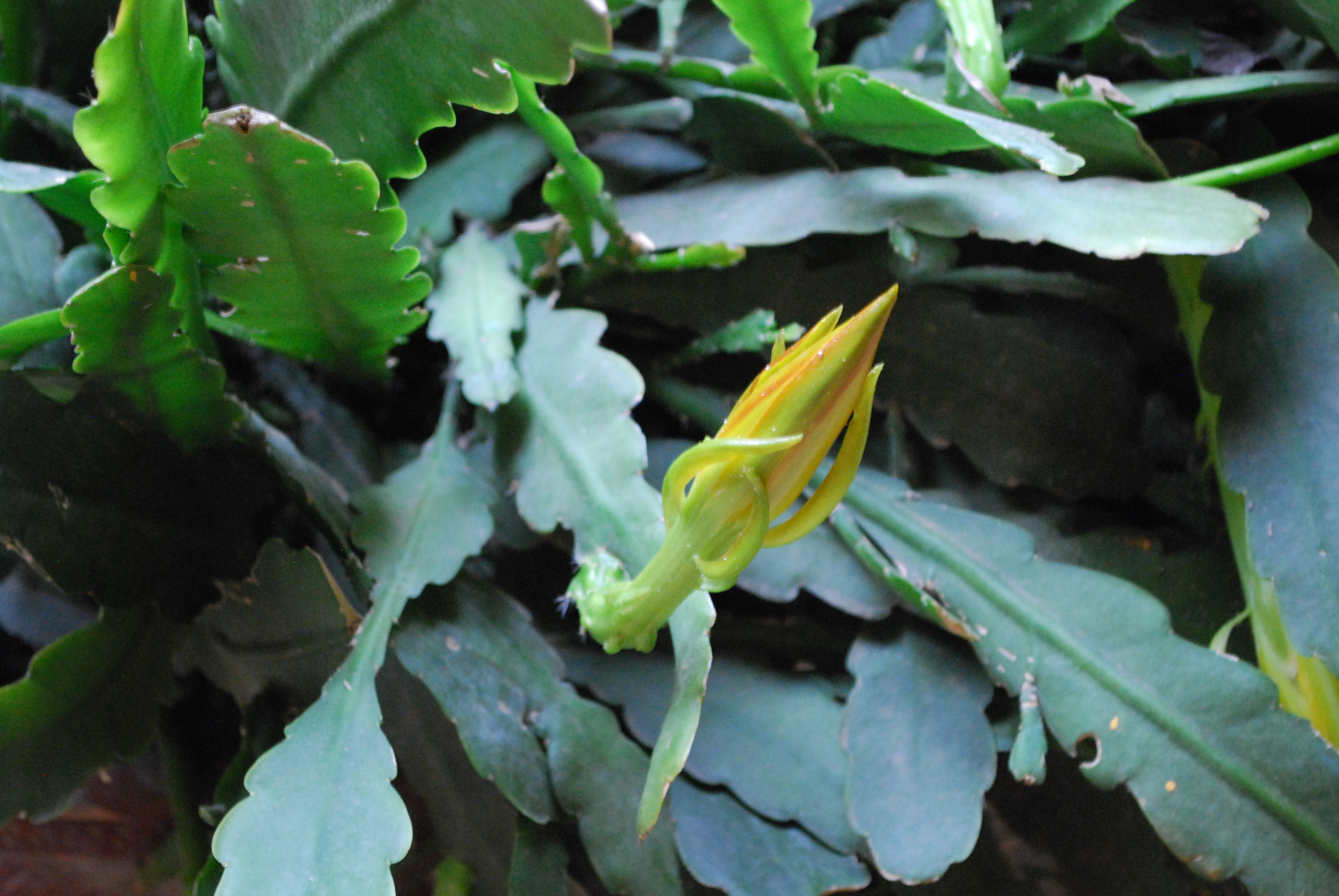
Detalle del capullo

Los sépalos son lineares lanceolados, agudos y miden de 7 a 12 cm de largo y 1,9 cm de ancho. Aparecen dispuestos en dos filas de seis, alternándose entre sí, y de color verdoso o ligeramente amarillo rosado. Los pétalos son dieciocho, de color blanco cremoso o amarillo verdoso y aparecen dispuestos en tres filas. Son ovado-oblongos, algo puntiagudos y se afinan hacia la base, que es gruesa y carnosa. Son de textura delgada y delicada, de unos 8,9 cm largo y más de 2,5 cm de ancho.

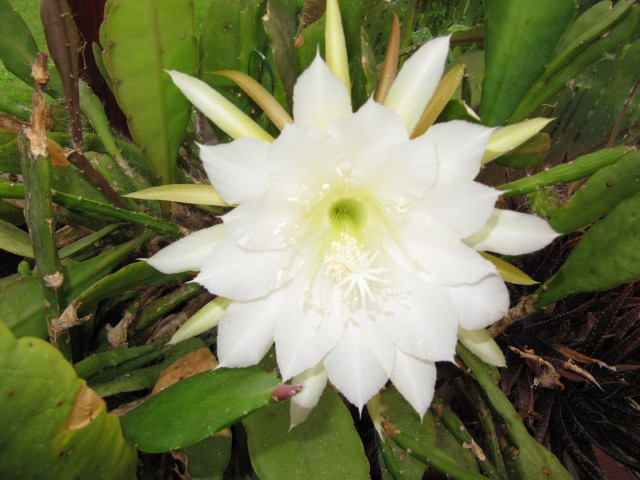
Detalle de la flor

Los estambres son muy numerosos, con filamentos de 5 a 7 cm de largo y de color amarillo pálido o amarillo verdoso pálido. Las anteras son ovadas, obtusas, de color amarillo intenso. El estilo es muy conspicuo y mide de 15 a 20 cm de largo. El estigma tiene de 8 a 9 lóbulos blancos de aspecto plumoso. El ovario es relativamente pequeño y de color verde amarillento. Los frutos van de oblongos a globosos (en forma de globo).

## Distribución y hábitat
El área de distribución nativa de esta especie abarca Belice, El Salvador, Guatemala, Honduras, México y Panamá. Además ha sido introducida en las Islas de la Sociedad (Polinesia Francesa). Habita principalmente en el bioma tropical estacionalmente seco, entre los 1330 y 2500 metros sobre el nivel del mar.

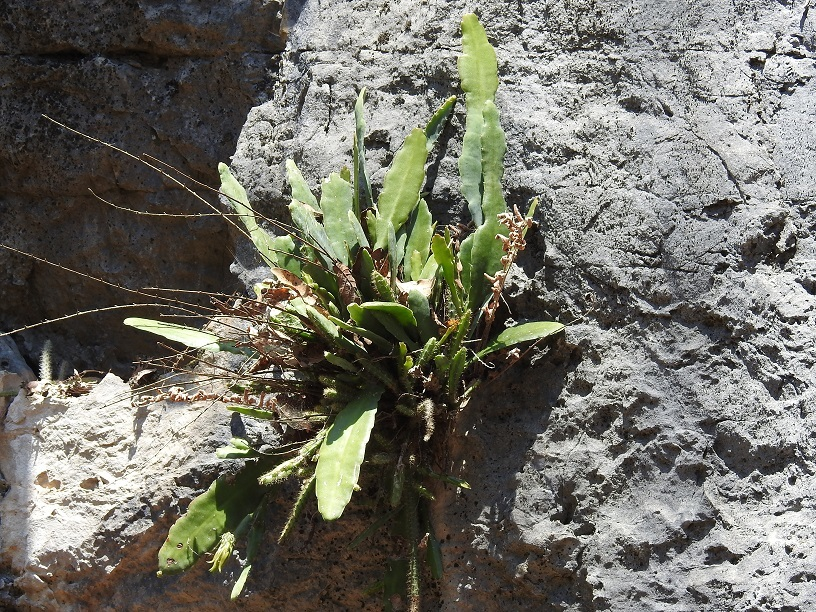
Planta en su hábitat, creciendo sobre una roca

La planta puede crecer sobre árboles como epífita o sobre superficies rocosas como litófita. Se pueden encontrar en bosques húmedos tropicales, bosques nubosos y bosques de robles (Quercus).

## Taxonomía
La primera descripción de esta especie fue como Cereus crenatus, publicada en 1844 por el botánico británico John Lindley en la revista científica The Botanical Register 30 (1): 31.
Más tarde, los botánicos Miguel Ángel Cruz y Ángel Salvador Arias Montes trasladaron la especie al género Disocactus, por lo que pasó a llamarse Disocactus crenatus. Registraron estos cambios en las revista científica Willdenowia. Mitteilungen aus dem Botanischen Garten und Museum Berlin-Dahlem 46: 157, publicada en 2016.

Etimología
- Disocactus: nombre genérico formado a partir de las palabras griegas dis (que significa 'dos veces'), isos (que significa 'igual) y kaktos (que significa 'cardo' o 'planta espinosa'), en alusión a los tallos aplanados con forma de hoja (con dos lados idénticos) que presentan las especies de este género.[8]
- crenatus: epíteto específico que proviene de la palabra latina crēnātus (que significa 'crenado', 'festoneado'), en alusión a los márgenes dentados de los tallos de la especie.[9][10]

### Subespecies
Actualmente se distinguen dos subespecies:
| Imagen | Subespecie                                                     | Descripción                                                    | Distribución |
| ------ | -------------------------------------------------------------- | -------------------------------------------------------------- | --- |
|        | Disocactus crenatus subsp. crenatus                            | Tiene tallos de 6 a 10 cm de ancho y lóbulos oblicuos.         | Belice, El Salvador, Guatemala, Honduras, México y Panamá. Además ha sido introducida en las Islas de la Sociedad (Polinesia Francesa). |
|        | Disocactus crenatus subsp. kimnachii (Bavo) M.Á.Cruz & S.Arias | Tiene tallos de sólo 4-6 cm de ancho y lóbulos semicirculares. | Honduras y México |

Sinonimia
- Sinónimos de Disocactus crenatus subsp. crenatus:
  - Epiphyllum caulorhizum (Lem.) G.Don, 1855
  - Epiphyllum cooperi Clover, 1941
  - Phyllocactus caulorhizus Lem., 1851

- Sinónimos de Disocactus crenatus subsp. kimnachii:
  - Epiphyllum crenatum var. kimnachii Bavo, 1964
  - Epiphyllum crenatum subsp. kimnachii (Bavo) U.Guzmán, 2003
  - × Epinicereus cooperi (Regel) P.V.Heath, 1992
  - Marniera macroptera var. kimnachii (Bavo) Backeb., 1966
  - Phyllocactus belgica Laet-Contich, 1904
  - Phyllocactus cooperi Regel, 1883
  - Phyllocactus londonii Haage ex Labour., 1853
  - Phyllocactus pfersdorffii Rümpler, 1892
  - × Seleniphyllum cooperi (Regel) G.D.Rowley, 1962

## Estado de conservación
En la Lista Roja de Especies Amenazadas de la UICN, la especie está clasificada como de "Preocupación Menor (LC)”. Las principales amenazas que sufre la especie se deben al deterioro del hábitat como resultado de la deforestación local para la agricultura y la ganadería en pequeña escala.

## Historia
Esta especie se presentó en 1844 en una exposición de la Real Sociedad de Horticultura y obtuvo el galardón más alto como nueva especie introducida. El botánico alemán Ernst Heinrich Georg Ule la había recolectado cinco años antes en Honduras y se la envió a Sir Charles Lemon, quien consiguió que floreciera por primera vez en 1843.

## Usos

### Uso alimentario
Sus frutos se consumen crudos y se comercializan localmente. Sin embargo, algunas fuentes advierten sobre posibles riesgos para la salud al consumir especies del género Disocactus, señalando que pueden causar náuseas y vómitos debido a compuestos tóxicos.

### Uso ornamental

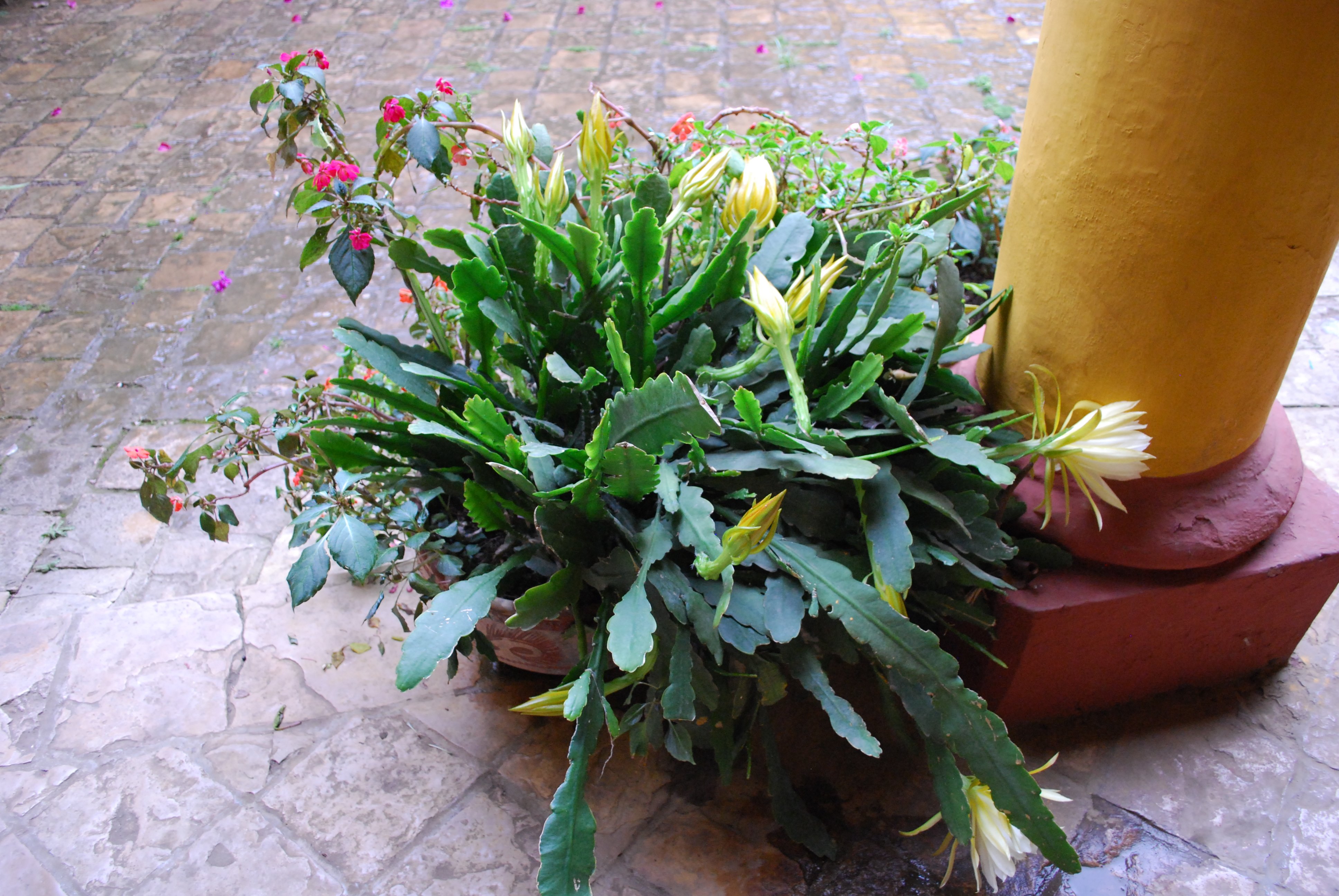
Cultivo en maceta

Disocactus crenatus se cultiva principalmente como planta ornamental debido a su resistencia y atractivo floral.Se adapta bien a climas secos, tropicales o subtropicales, y crece adecuadamente tanto a pleno sol como en sombra parcial. La exposición a una mayor cantidad de luz a comienzos de la primavera favorece el desarrollo de brotes. El sustrato ideal presenta un buen drenaje y un alto contenido de materia orgánica, como turba o musgo sphagnum, similar al que se emplea en el cultivo de plantas epífitas como orquídeas o bromelias. Necesita riegos abundantes durante el verano, permitiendo que el sustrato se seque ligeramente entre aplicaciones. 
Aunque tolera temperaturas de hasta 45 °C y breves exposiciones al frío, requiere temperaturas nocturnas superiores a 12 °C para desarrollarse correctamente durante el invierno. El frío prolongado puede dañarla o matarla. Rara vez sufre enfermedades y se propaga principalmente mediante esquejes en primavera. La propagación por semilla es poco común; en ese caso, las semillas deben sembrarse en un sustrato bien drenado y mantener una temperatura de entre 18 y 21 °C, lo que permite la germinación en un plazo de 14 a 28 días. Es importante evitar mover la planta una vez que ha desarrollado capullos, ya que los cambios en el entorno pueden causar su caída.

### Otros usos
Se ha utilizado ampliamente en la polinización cruzada con otras especies (principalmente Disocactus speciosus y Disocactus phyllanthoides), para desarrollar híbridos cuyos colores varían desde el blanco amarillento claro y el rosa hasta el naranja y el ámbar intenso.